# Deborah Hertz

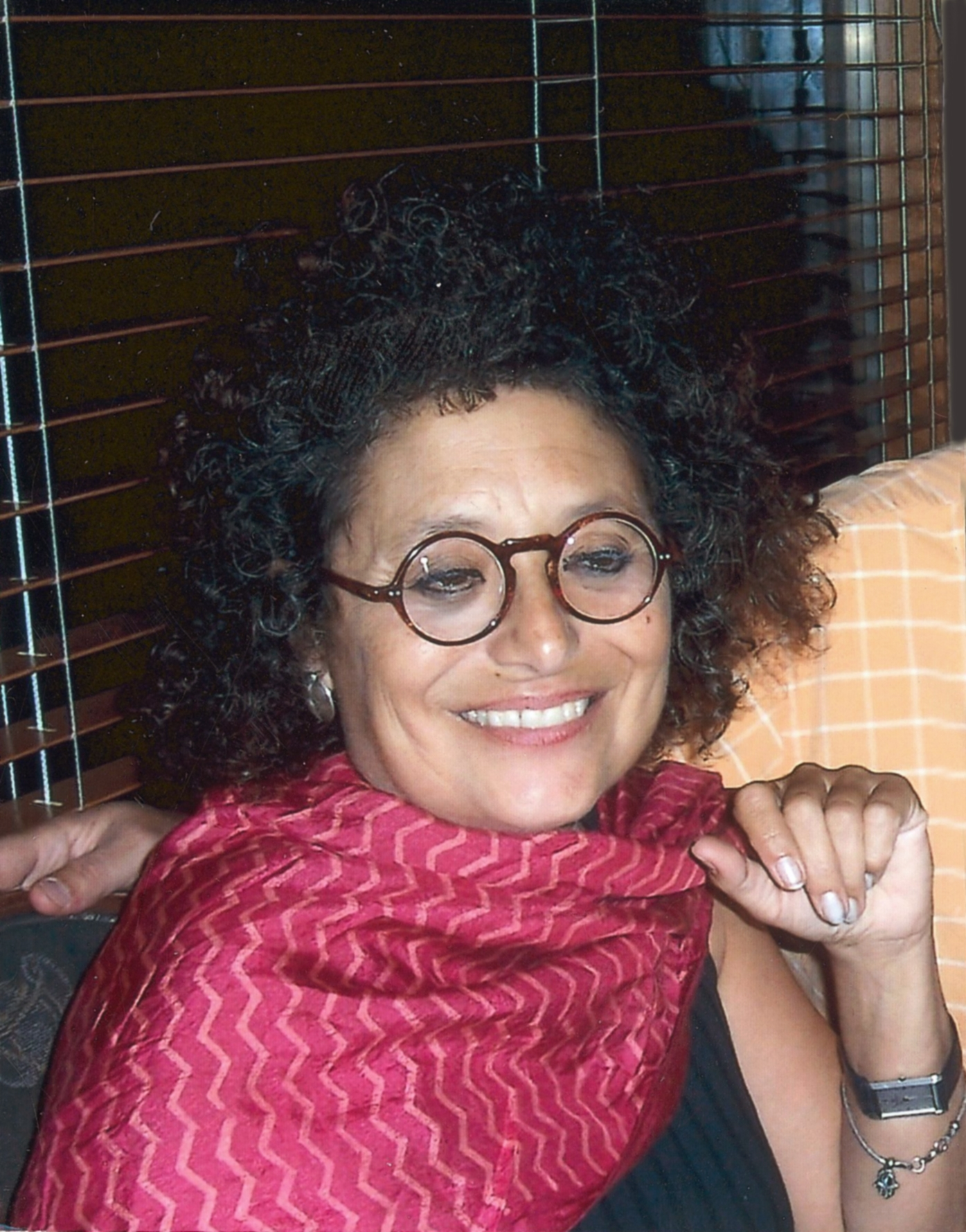
Deborah Hertz, 2009

Deborah Sadie Hertz (* 9. Februar 1949 in Saint Paul, Minnesota) ist eine amerikanische Historikerin. Ihr Forschungsschwerpunkt liegt auf der neueren deutschen Geschichte, besonders der neueren jüdischen Geschichte und der neueren Geschichte der europäischen Frauen. Ihr derzeitiges Forschungsprojekt beschäftigt sich mit der Geschichte radikaler jüdischer Frauen.

## Leben und Ausbildung
Deborah Hertz wurde 1949 in Saint Paul (Minnesota) geboren und schloss 1967 die Highland Park Senior High School ab. Sie studierte zunächst zwei Jahre an der New York University, bevor sie ein Auslandsjahr an der Hebräischen Universität in Jerusalem absolvierte. 1970 kehrte sie in die USA zurück und schloss 1971 ihr Studium der Geisteswissenschaften mit summa cum laude an der University of Minnesota ab. Sie verblieb an der University of Minnesota und erhielt 1979 ihren PhD in Deutscher Geschichte.
Nachdem Deborah Hertz ein Jahr an der Pittsburg State University in Kansas gelehrt hatte, wechselte sie 1979 zur State University in Binghamton.
Sie blieb in Binghamton, bis sie 1996 eine Stelle am Sarah Lawrence College in Bronxville annahm. Seit 2004 ist Deborah Hertz Professorin und Lehrstuhlinhaberin des Herman-Wouk-Lehrstuhls für moderne jüdische Geschichte an der University of California, San Diego (UCSD). Sie ist Mitinitiatorin und Kodirektorin des Holocaust Living History Workshops an der UCSD, ein gemeinsames Projekt der UCSD Bibliothek und der Judaistik.
Deborah Hertz hat Gastvorträge an der Hebräischen Universität, der Universität in Tel Aviv und der Universität von Haifa gegeben und erhielt zwei Gastprofessuren von der Harvard University.
Hertz ist mit Martin Bunzl verheiratet, der an der Rutgers University lehrt. Gemeinsam hat das Paar zwei erwachsene Kinder.
Hertzs erstes Buch, Jewish High Society in Old Regime Berlin zeichnet den Aufstieg und Fall der jüdischen Salons in Berlin am Ende des achtzehnten Jahrhunderts nach. Jewish High Society ist in einer deutschen Edition unter dem Titel Die jüdischen Salons im alten Berlin im Deutschen Taschenbuch Verlag erschienen. Eine Neuauflage der deutschen Übersetzung mit einem neuen Vorwort wurde im Juli 2018 von der Europäischen Verlagsanstalt publiziert.
Ihr zweites Buch How Jews Became Germans: The History of Conversion and Assimilation in Berlin untersucht die Häufigkeit und die Bedeutung der Konversion vom Judentum zum lutherischen Glauben vom siebzehnten bis zum neunzehnten Jahrhundert. Dieses Buch wurde ebenfalls ins Deutsche übersetzt und wurde vom Campus Verlag unter dem Titel Wie Juden Deutsche wurden: Die Welt jüdischer Konvertiten vom 17. bis zum 19. Jahrhundert veröffentlicht.
Außerdem hat Deborah Hertz Briefe der Autorin Rahel Varnhagen an deren Freundin und Autorin Regina Frohberg (d. i. Rebecca Friedländer) ediert.

## Veröffentlichungen
- Die jüdischen Salons im alten Berlin. (Frankfurt am Main: M.: Anton Hain, 1991) (Munich: Deutsche Taschenbuch Verlag, 1995) (Berlin: Philo Verlag, 1998) (Hamburg: Europäische Verlagsanstalt, 2018). Die deutsche Edition ist vier Mal aufgelegt worden. 10 000 Exemplare wurden in Deutschland verkauft.[10] Originaltitel: Jewish High Society in Old Regime Berlin (New Haven und London: Yale University Press, 1988) (Paperback edition Syracuse: Syracuse University Press, 2005).
- Wie Juden Deutsche wurden: Die Welt jüdischer Konvertiten vom 17. bis zum 19. Jahrhundert. Übersetzt von Thomas Bertrand. Campus Verlag, Frankfurt am Main und New York 2010. Originaltitel: How Jews Became Germans: The History of Conversion and Assimilation in Berlin. Yale University Press, New Haven und London 2007 (Taschenbuchedition Syracuse: Syracuse University Press, 2009).
- Briefe an eine Freundin: Rahel Varnhagen an Rebecca Friedländer (Köln: Kiepenheuer and Witsch, 1988 and 2018).

Artikel seit 2011:
- “The Troubled Friendship between Rahel Levin and Clemens Brentano in the Shadow of the Christlich-Deutsche Tischgesellschaft,” In Leo Baeck Institute Yearbook vol. 64. Oxford, England: Leo Baeck, 2019.
- “Judaism in Germany 1650-1815.” In The Cambridge History of Judaism, vol. 7, edited by Jonathan Karp and Adam Sutcliffe. Cambridge, England: Cambridge University Press, 2018.
- “Henriette Herz as Jew, Henriette Herz as Christian: Relationships, Conversion, Antisemitism.” In Die Kommunikations-, Wissens- und Handlungsräume der Henriette Herz, edited by Hannah Lund, Ulrike Schneider and Ulrike Wels. Schriften des Frühneuzeitlichen Potsdams, vol. 5. Göttingen: Vandenhoeck und Ruprecht, 2017.
- “Manya Shochat and Her Traveling Guns: Jewish Radical Women from Pogrom Self-Defense to the First Kibbutzim.” In Jews and Leftist Politics: Judaism, Israel, Antisemitism, and Gender, edited by Jack Jacobs. Cambridge, England: Cambridge University Press, 2017.
- “Love, Money, and Career in the Life of Rosa Luxemburg.” In Three-Way Street: German Jews and the Transnational, edited by Jay Howard Geller and Leslie Morris. Ann Arbor: University of Michigan Press, 2016.
- “Dangerous Politics, Dangerous Liaisons: Love and Terror Among Jewish Women Radicals in Czarist Russia,” in Histoire, Economie et Société (Volume 33, Number 4, 2014).
- “The Red Countess Helene von Racowitza: From the Promise of Emancipation to Suicide in 1911,” in Das Emanzipationsedikt von 1812 in Preußen: Der lange Weg der Juden zu ‚Einländern‘ und ‚preußischen Staatsbürgern‘, edited by Irene Diekmann. Europäisch-jüdische Studien: Beiträge, vol. 15. Berlin: de Gruyter, 2013, the proceedings of a conference on the 200th Anniversary of the Edict of Emancipation sponsored by the Moses Mendelssohn Zentrum at the University of Potsdam.
- Digi-Baeck: Five Hundred Years of German-Jewish History Online. Transcript of a one-day conference in which Deborah Hertz was a participant, published in the Leo Baeck Institute Memorial Lecture 55 (New York and Berlin, 2012).
- “Family Love and Public Judaism: The Conversion Problematic in Nineteenth Century Germany,” in Treten Sie ein! Treten Sie aus! Warum Menschen ihre Religion wechseln, edited by Regina Laudage-Kleeberg and Hannes Sulzenbacher. Berlin: Parthas, 2012.
- “Masquerades and Open Secrets, Or New Ways to Understand Jewish Assimilation,” in Versteckter Glaube oder doppelte Identität? Das Bild des Marranentums im 19. und 20. Jahrhundert, edited by Hannah Lotte Lund, Anna-Dorothea Ludewig, and Paola Ferruta. Hildesheim, Germany: Olms Verlag, 2011.